# Eja
Eja ili Eos (grč Ἠώς, Êốs) u grčkoj mitologiji boginja je praskozorja i jutarnjeg rumenila neba, kći Titana Hiperiona i njegove žene Tije, božica praskozorja i jutarnjeg rumenila neba. Ejin je pandan u rimskoj mitologiji Aurora.

## Etimologija
Ejino grčko ime znači "zora", dolazi od ie. korijena *hwews- = "sjajiti", što u grč. daje, uz Êốs i αὔριον, aurion = "sutra", u lit. aušra = "zora" te áuksas = "zlato", u stsl. jutro, u lat. aurôra = "zora" i aurum = "zlato", a u stnord. austr = "istok" (engl. east, njem. Ost).

## Karakteristike
Eja je zamišljana kao lijepa žena odjevena u odijelo šafranove boje, koja svakoga jutra izranja iz oceana da ljudima donese svjetlo novoga dana. Uobičajeni su joj epiteti bili "ružoprsta" (rhododactylos) ili "jutrorodna", a prikazivana je s velikim krilima, obično na kolima koje vuku bijeli ili ružičasti krilati konji. Osobitih joj počasti Grci nisu iskazivali: jutro se rađa samo, bez ljudske pomoći ili zazivanja, i samo po sebi nije ljudima ni korisno niti štetno.

## Mitologija

### Ljubav
Eja je bila lijepa kao svitanje, a i voljela je sve što je lijepo, napose lijepe muškarce te se veoma često i lako zaljubljivala. Njezin je prvi muž bio Titan Astrej, s kojim je rodila mnogo djece, osobito zvijezda i vjetrova. Zatim se zaljubila u Melampodova sina Klita, atenskoga junaka Kefala i slavnoga lovca Oriona. Kefala je otela dok je lovio i odvela ga je u Siriju. Prema Pauzaniju, otela ga je Hemera, božica dana. Premda je Kefal bio oženjen s Prokridom, Eja mu je rodila tri sina, među kojima su bili Faetont i Hesper, ali njemu je nedostajala žena te ga je vratila kući i proklela. Prema Higinu, Kefal je slučajno ubio Prokridu kasnije, zamijenivši je u lovu za životinju. Prema Ovidiju, Prokrida je bila ljubomorna te ga je uhodila i čula kako pjeva vjetru (aura), misleći da se udvara bivšoj ljubavnici Aurori (Eji).
Zatim se silno zaljubila u Titona, sina trojanskoga kralja Laomedonta. Za njega se udala i živjela s njim na samom kraju svijeta, gdje je on postao kraljem Etiopljana. Toliko je voljela svoga supruga da je od Zeusa izmolila za njega besmrtnost, ali zaboravila je zamoliti i vječnu mladost, tako da je Titon vremenom stario i postao sasušenim i ishlapjelim starcem koji se jedva držao na nogama, i još je sve vrijeme brbljao. Na kraju se toliko skvrčio i smanjio da se pretvorio u cvrčka. 
S Titonom je Eja imala dva sina: Emationa i Memnona. Prvi nije polučio osobitu slavu, ali zato je Memnon postao jednim od najslavnijih junaka trojanskog rata, koji je pritekao u pomoć svome stricu Prijamu. Nakon smrti Prijamova sina Hektora postao je, zbog svoje snage i hrabrosti, vrhovnim zapovjednikom trojanske vojske. Ubrzo nakon toga poginuo je u dvoboju s grčkim junakom Ahilejem. Eos je ostala neutješna zbog sinovljeve smrti: suze koje nad njim prolijeva ljudima se na zemlji svakoga dana pokazuju kao rosa. 

## Vanjske poveznice
- Eos u klasičnoj literaturi i umjetnosti (engl.)
- Eos u grčkoj mitologiji (engl.)